# Aedes africanus
Espèce
Aedes africanus est une espèce d'insectes diptères, un moustique retrouvée en Afrique de l'Ouest et équatoriale, localisée en forêt tropicale au niveau de la canopée, et piquant préférentiellement les singes (espèce simiophile).
Les œufs sont durables, supportant la dessiccation durant plusieurs mois. Les larves se développent dans des gîtes naturels de petite taille, comme les creux d'arbres, à la saison des pluies, ainsi que les gîtes artificiels (vases, pots...).
Les femelles adultes peuvent être anthropophiles en piquant au sol, aussi bien qu'en canopée. Elles sont actives au crépuscule et peuvent entrer dans les habitations.
L'espèce est considérée comme le vecteur principal de la fièvre jaune dans les forêts d'Afrique tropicale (fièvre jaune sylvatique). C'est aussi un réservoir du virus de la fièvre jaune  par transmission trans-ovarienne (de la femelle fécondée infestée à ses propres œufs).
C'est une espèce vectrice secondaire, relativement accessoire, de plusieurs autres arboviroses en Afrique tropicale dans leur cycle sylvatique, comme le virus du chikungunya et le virus Zika, ou encore la fièvre de la vallée du Rift.